# Quercus rex
Quercus rex és una espècie de roure perennifoli, que pertany a la família de les fagàcies. Està dins del subgènere Cyclobalanopsis del gènere Quercus.

## Descripció
Quercus rex és un arbre que creix fins als 18 m, però pot arribar-hi als 30 m. L'escorça és de color gris marró i les branques són tomentoses i tenen un color marró pàl·lid al principi, arribant a ser sense pèl. Les fulles fan 15-27 per 4,5-9 cm, oboval a oboval-lanceolades, coriàcies, densament tomentoses, marronoses quan són joves. L'àpex agut a curtament acuminat, base cuneada, marge serrat cap apical meitat, verd brillant, sense pèl per sobre, sota de la capa cerosa avorrits; caducifoli, recte, 2,7 cm de llarg; estípules 18-22 parells de venes, impresos o pis de dalt, com el nervi central, que trobareu a continuació, venes terciàries evident baix. El pecíol fa 2-3 cm de llarg, gruixut i pelut. Les flors surten entre l'abril i maig. Els aments masculins estan constituïts en grups de tres, primes, caigudes, de 8 a 16 cm de llarg, 6 estams, amb 6 o 7 estils. Les glans són molt grans entre 4,5 a 5,5 cm de diàmetre, subgloboses, deprimides en l'àpex, de color marró clar, tancades 1/2 o 1/3 per una cúpula, la cúpula és sèssil, plana, entre 1,5 a 1,8 cm de llarg, entre 3,5 a 6 cm de diàmetre, 4 mm de gruix, tomentosa, amb 7-8 anells concèntrics lleugerament senceres o sinuat, cicatriu entre 2 a 2,5 cm de diàmetre, impressionat, estilopodi sovint caduques. Les glans maduren al cap d'1 any.

## Distribució i hàbitat
Quercus rex creix al sud i oest de la província xinesa de Yunnan, nord-est de l'Índia (Assam, Arunachal Pradesh), Myanmar i el Vietnam, als densos boscos a les vals, entre els 1100 i 1800 m.

## Taxonomia
Quercus rex va ser descrita per William Botting Hemsley i publicat a Hooker's Icones Plantarum 27(3): pl. 2663, a l'any 1900.
Etimologia
Quercus: nom genèric del llatí que designava igualment al roure i a l'alzina.
rex: epítet llatí que significa "rei"